# From Russia Without Love
From Russia Without Love, titulado Desde Rusia sin amor en Hispanoamérica y en España, es el sexto episodio de la trigésima temporada de la serie animada Los Simpson, y el episodio 645 de la serie en general. Se emitió en Estados Unidos en Fox el 11 de noviembre de 2018.

## Argumento
Moe deja de reaccionar enojado a las llamadas de broma de Bart, así que Bart aumenta su juego ordenándole a Moe una esposa por correo de la web oscura. Una hermosa mujer rusa llamada Anastasia aparece en el bar. Moe niega haber mandado a buscarla, pero le permite quedarse. Transforma el bar en un establecimiento de alto nivel.
Moe está enamorado, pero le han roto el corazón demasiadas veces y se niega a involucrarse románticamente. Cuando Anastasia se muda y comienza a salir con Krusty el payaso, se da cuenta de su error y le pide que se case con él. Acepta cumplir el contrato.
Mientras tanto, Marge ha descubierto los tratos de Bart en la red oscura y le da una serie de castigos, incluyendo ayudar en la boda de Moe. Sin embargo, Bart, Milhouse, y Nelson han aprendido ruso de la red oscura y se dan cuenta de que el contrato matrimonial es en realidad un documento legal que le da a Anastasia todos los derechos de la propiedad de Moe.
Cuando esto se le hace saber a Moe, Anastasia admite que en realidad es estafadora estadounidense y procede a seducir al jardinero Willie fingiendo ser escocesa.

## Recepción
Tony Sokol de Den of Geek le dio al episodio 3.5 de 5 puntos de clasificación, afirmando que el episodio "viene después de un deshielo en el crisol de los medios de comunicación social encajar una clavija cuadrada en un orificio ovalado. No hay comentarios políticos en el episodio, y el comentario social es sólo sobre el bagre. El incidente internacional resulta ser demasiado doméstico. Desde Rusia sin amor' es una larga y triste mirada a Moe. Algo que la mayoría de las comunidades prefieren evitar. Pero Springfield no es un barrio cualquiera. Ni siquiera sabe en qué estado está. El episodio termina con más tristeza a medida que Nelson se queda varado en un puesto de avanzada a un planeta de distancia, donde es difícil conseguir cigarrillos. Con los dos personajes secundarios, la serie respira un poco menos superficialmente a medida que la 30ª temporada de Los Simpson los encuentra mirando hacia atrás en el desarrollo narrativo e interno".
Dennis Perkins de The A.V. Club dio al episodio una C+, declarando: "Hay muy poca inversión en el guion (acreditada a Michael Ferris) tanto en el lado emocional del dilema de Moe como en la potencial comedia oscura inherente a toda la trama de la venta por correo. Extrañamente, me acordé del episodio de "La Fuerza del Hambre de Aqua" (llamado "Novia por correo") sobre el mismo tema, donde al menos el caos sucio del espectáculo, que brillaba intermitentemente, se sintió como en casa con este último tema... Aquí, "Desde Rusia sin amor" trata de ir a la vez a la luz y a la oscuridad, y no puede arreglárselas."
"From Russia Without Love" obtuvo un 4 share y fue visto por 2.35 millones de espectadores, lo que convirtió a Los Simpson en el programa de Fox de la noche con mayor audiencia.